# 戰神：諸神黃昏
《戰神：諸神黃昏》是由聖塔莫尼卡工作室開發、索尼互動娛樂發行的動作冒險電子遊戲。該遊戲為「戰神系列」第八部作品以及2018年《戰神》的續作，與前作一樣以北歐神話為基礎，古代挪威為背景。故事主題將圍繞使北歐神話終結的「諸神黃昏」。游戏於2022年11月9日在PlayStation 4和PlayStation 5平台率先發售；2024年9月19日登陆Windows平台。

## 情節

### 設定
本作與前作相同，皆以北歐神話世界為背景，故事情節發生在前作約三年後。在前作中玩家僅能探索北歐神話九界領域中的其中六個區域，到了本作則開放九界的所有國度讓玩家進行探索。與前作不同的是，九界的各個國度都安排了不同的故事情節可進行探索；火之國穆斯貝爾海姆和被迷霧繚繞的尼福爾海姆，現已化為一片寒冷的荒地，上述兩個國度在前作僅作為可選的探索領域。其餘還有前作已探索過的光精靈與闇精靈故鄉亞爾夫海姆、亡靈之國赫爾海姆、巨人族的國度約頓海姆。前作的主要舞台米德加爾特在歷經三年的芬布爾之冬後，已變為一片寒冷的荒地，曾經能夠乘船遨遊的九界湖如今也已凍結。本作也開放了全新的探索領域，包含矮人國度斯瓦塔爾夫海姆（矮人稱之為「尼德威阿爾」）、華納神族及巨狼哈提及斯庫爾所居鬱鬱蔥蔥的華納海姆國度。最後則是神界阿薩神族所居的簡樸的家園阿斯嘉特，此處在主線故事結束後便無法再進入。

### 劇情
故事始於芬布爾之冬，某日結束狩獵的克雷多斯與洛基父子倆在返程途中遭遇前來復仇的弗蕾雅的伏擊並擊退之。二人返家後發現陪伴他們的狼：芬里爾的身體逐漸衰弱，最終牠的壽命來到了盡頭。芬里爾死後，洛基因無法控制自己的悲傷而無意間以巨人族的法術化身為一頭熊，並與克雷多斯戰鬥，在千鈞一髮之際法術解除，洛基變回原形。其後父子倆返回小屋休息，這時雷神索爾突然造訪，眾神之父奧丁隨後也前來加入談話。奧丁表示若洛基能放棄尋找提爾，他便能保證克雷多斯能過平穩低調的生活以及洛基的安全，甚至願意協助處理他的前妻弗蕾雅與克雷多斯之間的恩怨，也同意讓密米爾的頭繼續待在克雷多斯處，密米爾則堅稱奧丁的話語充滿謊言。克雷多斯斷然拒絕奧丁提出的條件，在後者的示意下，索爾與克雷多斯展開一場轟天動地的激戰但也不分上下，期間撞毀了佇立在提爾神殿的提爾雕像並留下一道冰凍的閃電。奧丁則趁機向洛基發出離開克雷多斯、前往阿斯嘉特的邀請。索爾離去後，胡睹兄弟布羅克及辛德里帶領克雷多斯、洛基及密米爾一同來到辛德里位於世界之樹國度與國度之間的家暫居。
洛基承認他私下與辛德里尋找提爾的下落。在確定提爾被囚於矮人國度斯瓦塔爾夫海姆後，克雷多斯不情願地同意幫助洛基，哪怕只是為了阻止諸神黃昏，他們前往斯瓦塔爾夫海姆，在那裡營救了遭到漫長囚禁、受傷的提爾。隨後一行人前往亞爾夫海姆參觀葛落雅的神殿，以更深入理解關於諸神黃昏的預言。他們看到了預言中神界阿斯嘉特終將覆滅，然而其他國度將在一位勇士的帶領下欣欣向榮，洛基認為提爾就是巨人族預言中的勇士。
一行人回到胡睹兄弟的住處後，克雷多斯與洛基因對預言的意見分歧而發生爭執，之後洛基在睡夢中來到了被世人認為不存在的鐵森林，並與一名巨人族少女安格爾波達相遇。安格爾波達向洛基展示一幅描述預言的壁畫，壁畫中預示洛基將效忠於奧丁且克雷多斯將命喪於諸神黃昏。洛基也知曉了巨人族為躲避奧丁的殘暴屠殺，選擇將自身靈魂保存在珠子內。他跟隨安格爾波達前往其祖母住處，以阻止後者繼續掠奪其他生命的靈魂，期間他們將一顆珠子中的巨人靈魂放進一條失去靈魂的蛇體內。洛基回到米德加爾特，克雷多斯現身並憤怒地質問他失踪的這兩天都去了什麼地方，對話途中他們再次遭到已经取回女武神力量的弗蕾雅的襲擊。洛基看著打鬥的兩人情緒失控而再次熊化，並準備攻擊弗蕾雅，克雷多斯及時擋下攻擊並不斷安撫儿子。此景讓弗蕾雅的內心產生一丝動搖，她暫時放下仇恨，並與克雷多斯達成協議：若能幫助她打破奧丁將她束縛在米德加爾特的詛咒，就放過克雷多斯父子二人。為了繞過奧丁施加在弗蕾雅身上的咒語，她化作獵鷹與克雷多斯、密米爾以及矮人工匠布羅克一起前往華納海姆，一行人途經弗蕾雅的弟弟：弗雷以及他為了抵抗奧丁所組織的營地。克雷多斯在途中也向弗蕾雅娓娓道來自己在希臘時期的遭遇，包含他第一個家庭發生的悲劇。在殺死世界之樹樹根的守護者尼德霍格並打破詛咒束縛後，弗蕾雅表示她既不能原諒克雷多斯殺死她的兒子巴德爾，也不想通过殺死克雷多斯完成報仇，最该下地狱的是自己的前夫—奥丁。兩人隨後正式結盟，弗蕾雅其後也與她的弟弟弗雷和解。
回到胡睹兄弟的住處後，克雷多斯不滿洛基對自己有所隱瞞，洛基則認為父親不信任自己，一番爭執後洛基仍決定接受奧丁的邀請前往神界阿斯嘉特，為的是找出方法避免父親的死亡。一抵達神界阿斯嘉特時，便遇上神界的守護神、諸神黃昏預示者海姆達爾，並被對方看透自身心思而遭到敵視。與奧丁見面後，奧丁請求洛基協助他尋找一個古老面具的碎片以防止諸神黃昏的到來，據說這個面具可以查看世界之間的裂縫，並且蘊含無窮無盡的知識。與此同時，克雷多斯與弗蕾雅商議前往米德加爾特，向諾倫三女神諮詢奪回洛基的辦法，密米爾則向克雷多斯提議不如趁機向對方詢問關於自己死亡的預言。在眾人得到「海姆達爾將會殺死洛基」的預言後，胡睹兄弟布羅克與辛德里決定利用德羅普尼爾戒指，替克雷多斯鍛造出一把強大的德罗普尼尔之矛，用於攻克具有讀心能力的海姆達爾。
奧丁再度指示洛基，與索爾的女兒絲露德前往赫爾海姆繼續尋找面具的碎片。洛基意外地釋放巨狼加姆，導致九界各處都被撕出裂縫、幽冥行者湧至各處肆虐。意識到自己犯下大錯的洛基決定返家，與克雷多斯阻止加姆帶來的影響。戰鬥途中洛基將此前無意使用巨人法術而帶有芬里爾靈魂的匕首刺向加姆，芬里爾因靈魂注入加姆的身軀得以復活，并获得了撕开空间裂缝的能力。父子倆返家後，洛基向眾人分享奧丁與面具的資訊並思考接下來的計畫。然而他們得知弗雷被阿薩神族的勢力擄走，父子倆與密米爾決定前往華納海姆幫助弗蕾雅營救弗雷。期間克雷多斯與海姆達爾展開激戰，克雷多斯一开始想放海姆达尔一条生路，但海姆达尔反而认为克雷多斯不配可怜他，因此被激怒，克雷多斯只得将他打成重伤并将他掐死。在成功殺死對方後，克雷多斯取走他的賈拉爾號角，密米爾則憂心他們的作為將一步一步應驗諸神黃昏的預言。
成功救出弗雷後，洛基提出讓他自己再回到阿斯嘉特替奧丁尋找面具碎片，以便在面具碎片湊齊時從奧丁的手中偷過來。奧丁指派兒子索爾與洛基前往霧之國尼福爾海姆完成任務，在找到最後一塊碎片時，奧丁現身讚賞洛基的努力。這時索爾的妻子希芙帶著兩名女武神到來，告知奧丁殺死海姆達爾的兇手即為洛基的父親克雷多斯，並間接提醒索爾他們的兩個兒子：曼尼與摩迪的死。索爾怒不可遏地欲殺死洛基，所幸辛德里事先安排了逃脫手段，洛基拿著面具成功回到父親身邊。眾人齊聚一堂討論下一步計畫，此前一直無作為的提爾突然向洛基要來面具，並提議他能帶領大家前往阿斯嘉特。布羅克敏銳地察覺出提爾的詭異之處，並質疑為何他頻繁地將洛基稱呼為「洛基」。不料提爾突然以匕首刺殺布羅克，並解除偽裝顯現出奧丁真身。原来洛基先前在矮人国度斯瓦塔尔夫海姆救出的提尔，一开始就是奥丁假扮的。在伪装被识破后，奥丁挟持了洛基要求克雷多斯等人交出面具，最终洛基化狼摆脱了奥丁的束缚，而克雷多斯在奥丁准备逃跑的一瞬间，從其手中奪回了面具。然而布羅克仍因靈魂不全而回天乏術，在给弟弟留下了遗言后，悲痛欲絕的辛德里帶著兄長的遺體離開。他怒斥他們兄弟倆為了克雷多斯與洛基付出一切，但最終卻因洛基堅持己見尋找提爾而引狼入室，導致兄长布羅克喪命，更聲言他從此與父子倆友誼斷絕。眾人冷靜過後決定各自前往九界各國度集結軍隊進攻阿斯嘉特，克雷多斯與洛基前往火之國穆斯貝爾海姆尋求火巨人史爾特爾的協助，史爾特爾一开始并不想协助克雷多斯他们，因为如果他化身为诸神黄昏，就意味着要牺牲掉他最爱的妻子辛瑪拉。但看到克雷多斯随身携带的混沌之刃后，史尔特尔想到了另一个办法，最終答應克雷多斯他们的请求，並將自身化為諸神黃昏隨時等候召喚。
在克雷多斯的領導下，各界的聯合勢力在米德加爾特的提爾神殿集結。做為統帥的克雷多斯吹響賈拉爾號角，九界的傳送被開啟，所有勢力出發進攻阿斯嘉特。戰局剛開始便不太順利，阿斯嘉特的戰爭機器很快地切斷其他國度的傳送。辛德里此前答應協助眾人作戰，但他為了不再讓任何矮人犧牲，所以隻身一人前來支援並以一己之力摧毀阿斯嘉特的所有戰爭機器。然而眾人驚訝地發現奧丁竟以米德加爾特的凡人作為擋箭牌，只為拖延克雷多斯大軍進攻的速度。大軍只好一邊阻止失去理智的諸神黃昏，一邊幫助米德加爾特人避難。安格爾波達與巨狼芬里爾此時也加入戰局，另外還有洛基之前在鐵森林解救的蛇，如今已成長為世界大蛇耶夢加得，牠正與索爾交戰。辛德里與洛基破壞阿斯嘉特的城牆，碰上前來質問的絲露德，以及勸說女兒擺脫奧丁並幫助洛基的希芙。索爾以雷神之鎚將耶夢加得擊退回過去的時空（參見前作《戰神》），並再度與克雷多斯展開激戰。克雷多斯最终击败了索尔，但也不愿意再伤害索尔，他告訴索爾為了各自的孩子和家庭，他們之間應該停戰，不要再作為奧丁的殺人工具而活。此時奧丁現身責罵索爾只須聽命行事，遭到了索爾的拒絕。見到兒子不服從自己的命令，奧丁竟親手殺死索爾，其孙女丝露德看到爷爷杀死了自己的父亲后，悲愤交加的她想上前与奥丁对峙，却被奥丁用妙尼尔一锤击飞。之后奥丁與克雷多斯、洛基、弗蕾雅交戰。之后三人合力制伏奧丁，但奥丁很快解开束缚将众人打入地下，洛基再次看到了那块裂缝，手中的面具再度发光，而奥丁也变回了慈祥的态度，不断劝诱他戴上面具，揭开裂缝中的奥秘。克雷多斯此时也上前，告诉儿子无论他做出什么选择，他都相信儿子的决定。最终洛基不屈服於奧丁的勸誘，破壞了面具，裂缝也应声关闭。奥丁认为洛基毁了他的一切，顿时发疯似的朝众人攻了上来，但此时的奥丁已经不再是克雷多斯他们的对手了。最终众人成功击败了奥丁，洛基利用巨人族的魔法殺死奧丁，並將奧丁的靈魂封印於巨人族的珠子內，并将珠子交给了父亲，而克雷多斯则将珠子交给了弗蕾雅，让她来决定奥丁的命运。而弗蕾雅经历了这一切后，也已经释怀，她将珠子交还给了洛基，让他来决定奥丁的命运，这时憤怒的辛德里一把从洛基手中夺过珠子，并将其狠狠敲碎，徹底讓奧丁魂飛魄散。此時失控的諸神黃昏也來到此處，安格爾波達與芬里爾開啟裂縫供眾人逃生，於開戰前取回勝利之劍「英格麗」的弗雷自願斷後，他為眾人爭取更多逃離時間，不過也犧牲了自己的生命。
大戰過後，洛基在米德加爾特與安格爾波達重逢，安格爾波達向克雷多斯父子展示了一幅洛基的母親菲故意毀掉的壁畫，期望他們能夠決定自己的命運。洛基決心加入安格爾波達尋找更多四散在各處的巨人行列，並向父親克雷多斯鄭重地告別，克雷多斯感慨地認可並肯定兒子已經具有獨當一面的能力。克雷多斯在兩人離開後，發現壁畫後方還有一幅壁畫，上面描繪他成為九界的新領導者重建九界，並受到萬人的愛戴，內心頓時感觸萬千。克雷多斯終於對自己的未來充滿希望，他从未想过他会给人们带来希望，会值得被人们热爱。如今他并没有被过去所定义，他成为了更好的人，更好的神。

#### 尾聲
在诸神黃昏之后，克雷多斯和弗蕾雅和密米爾一同投身幫助重建九界和恢復和平。他們清除阿斯嘉特的英靈戰士，並讓弗蕾雅處決仍效忠於奧丁的女武神女王蓋娜；索爾的妻子希芙帶領阿薩神族及其底下的跟隨者來到華納海姆，與華納神族的勢力和好並共同打造新的家園；絲露德拾起父親的遺物雷神之鎚，緬懷索爾的同時也朝成為女武神之路前進；克雷多斯一行人還在尼福爾海姆的監獄中解救出真正的提爾。故事最後，克雷多斯、弗蕾雅、密米爾與辛德里和其他矮人們，在斯瓦塔爾夫海姆替布羅克舉行的維京式葬禮，向好友布羅克做最後的告別。

#### 英靈神殿
在諸神黃昏的故事結束後，克雷多斯收到一封匿名的邀請函，邀請他前往英靈神殿。他和密米爾一同前往阿斯嘉特的最後遺跡，並強行闖入英靈神殿的入口。克雷多斯的裝備和魔法力量突然被剝奪，他在戰鬥中被擊敗。當他醒來時，發現自己在入口外的海岸，並遭遇了弗蕾雅和女武神希格露恩，她們指責克雷多斯和密米爾闖入英靈神殿卻沒有通知她們，但最終允許他進入。在來到英靈神殿之前，現在成為女武神女王的弗蕾雅曾邀請克雷多斯加入維和議會，成為新的北歐戰神，但他拒絕了，因為他不願再次擁有這樣的權力，尤其是他在希臘時期濫用過這份力量。
在英靈神殿中戰鬥過後，克雷多斯遇見了已經卸任北歐戰神的提爾，並得知是他發出了邀請，提爾希望克雷多斯成為北歐九界的新戰神。在兩人對戰的過程中，提爾引導克雷多斯面對過去，但克雷多斯的痛苦使他無法開口。提爾透露，克雷多斯必須利用英靈神殿來超越自己，並與自己過去的自我和解，並接替自己的戰神之位。接著，克雷多斯繼續在英靈神殿中接受挑戰，面對過去敵人的具象化身，如曼尼與摩迪，還有赫利俄斯的幻象頭顱。一次挑戰失敗後，為了拯救克雷多斯和密米爾免於死亡，女武神希格露恩不惜違反英靈神殿的規則，救出克雷多斯和密米爾，但卻因此身受重傷，被削弱了她與這片領域的聯繫。在經過幾次更多的對戰後，提爾幫助克雷多斯面對自己年輕時的具象化身，從而克服了自己的恐懼和自我厭惡。克雷多斯最終認為，雖然他年輕時充滿仇恨和殘忍，但他也為了將希望的力量重新帶回人類而犧牲自己，這證明了他內心總是有善良的。他意識到，服務他人和為他人服務的區別，並與自己達成和解，同意成為弗蕾雅的維和議會的議員，接替提爾，擔任北歐九界的戰神。
在英靈神殿的更多挑戰中，密米爾透露了他對希格露恩深厚的愛情。在隱藏結局中，希格露恩決定不再次挑戰英靈神殿來恢復與它的聯繫，而是選擇離開女武神的職位獨自旅行，尋找自己的使命。克雷多斯、密米爾、弗蕾雅和女武神古娜與埃爾為她送行，希格露恩承諾最終會回來見密米爾。

## 演员
| 角色                   | 演员及配音          |
| ---------------------- | ------------------- |
| 克雷多斯               | 克里斯托弗·賈基     |
| 阿特柔斯/洛基          | 桑尼·苏尔季克       |
| 弗蕾雅/弗丽嘉/凡娜迪丝 | 丹尼尔·比苏蒂       |
| 密米尔                 | 阿拉斯泰爾·鄧肯     |
| 布洛克                 | 罗伯特·克雷格黑德   |
| 辛德里                 | 亞當·J·哈靈頓       |
| 索爾                   | 瑞恩·赫斯特         |
| 奧丁                   | 理查德·希夫         |
| 提爾                   | 本·普伦德加斯特     |
| 海姆達爾               | 斯科特·波特         |
| 希芙                   | 艾蜜莉·罗丝         |
| 斯露德                 | 米娜·桑德沃尔       |
| 勞菲                   | 黛博拉·安·霍爾      |
| 安格爾波達             | 拉亚·德莱昂·海耶斯  |
| 弗雷                   | 布雷特·达尔顿       |
| 希爾帝斯維尼           | 詹姆斯·C·馬西斯三世 |
| 比爾格                 | 吉姆·派瑞           |
| 希格露恩               | 米丝蒂·李           |
| 杜林                   | 乌斯曼·阿里         |
| 倫妲                   | 米拉娜·薇恩翠       |

## 开发

### 发行前
本作在2018年遊戲《戰神》遊戲結束時以暗示「諸神黃昏即將到來」，以及一個隱藏結局，雷神索爾將與克雷多斯和洛基大戰。儘管當時並未正式宣布推出新遊戲，但遊戲總監科里·巴羅格確認《戰神》並不是克雷多斯的最後一個遊戲。後來又透露，未來的戰神遊戲的背景將繼續設置北歐中，洛基（洛基）亦將在遊戲中出現。本作於2020年9月16日的PlayStation 5發佈會上正式宣布將於2021年在PlayStation 5上發售。前作的主要角色弗蕾雅、密米爾、布羅克、辛德里、耶夢加得將會回歸，新的北歐神話角色包括安格爾波達、德林、芬里尔、海姆达尔、史爾特爾、弗雷、斯庫爾與哈提、提爾、奧丁和索爾。

### 发行后
与前作《战神》类似，制作组在发行后增加了方便玩家进行游戏内拍摄的照片模式（Photo Mode）。这一更新在2022年12月以3.0版更新追加。
可以继承一周目装备游玩的新遊戲+模式，在2023年4月5日到来。NG+为玩家提供了一些新增的盔甲及盔甲外观、新的咒术、相应的升级素材等要素，以及位于尼福尔海姆，可供玩家反复挑战的竞技场。
游戏发行一年后，在2023年TGA期间，制作组宣布了免费DLC《战神：诸神黄昏 英靈神殿》（英語：God of War Ragnarök Valhalla）。剧情承接在本体游戏之后，是一段以Roguelite为基调的挑战，所有拥有《诸神黄昏》本体的PlayStation玩家，都可以在稍迟的12月12日（UTC+8区域为12月13日）下载这一更新内容。
2024年5月31日播出的索尼State of Play线上发布会上，索尼宣布《戰神：諸神黃昏》将于同年9月19日登陆Windows平台，跟近期由索尼第一方移植工作室Nixxes负责移植的作品不同，本作是由移植过前作战神4的Jetpack Interactive工作室负责移植。游戏将支持多种画面选项以及英伟达DLSS 3.7，AMD FSR 3.1和英特尔xEss 1.3的画质增强功能；此外该游戏是索尼继《对马岛之魂 导演剪辑版》PC版之后，要求玩家必须绑定PSN账号才可游玩的第二款PC单机游戏。2025年1月29日起，索尼不再要求Windows平台玩家必須綁定PSN账号才可游玩，並為玩家提供了一些新增的盔甲及盔甲外观。

## 評價
| 汇总媒体   | 得分   |
| ---------- | ------ |
| Metacritic | 94/100 |

| 媒体                  | 得分        |
| --------------------- | ----------- |
| Destructoid           | 9/10        |
| 电子游戏月刊          | [ 13 ]      |
| Eurogamer             | Recommended |
| Game Informer         | 9.5/10      |
| GamesRadar+           | [ 16 ]      |
| GameSpot              | 9/10        |
| IGN                   | 10/10       |
| 个人电脑杂志          | [ 19 ]      |
| Push Square           | [ 20 ]      |
| Shacknews             | 9/10        |
| 每日电讯报            | [ 22 ]      |
| VG247                 | [ 23 ]      |
| VideoGamer.com        | 10/10       |
| Video Games Chronicle | [ 25 ]      |
| Fami通                | 36/40       |

### 獎項與榮譽
本作榮獲2020年金搖桿獎的「最受期待遊戲」獎，於同年亦獲得PlayStation.Blog的「最受期待遊戲」獎。本作連續被提名為2020年以及2021年遊戲大獎的「最受期待遊戲」獎。在本作宣布延後一年發售後，各家媒體也將續集列入了各自的2021年最受期待遊戲榜單。本作在2022年的遊戲大獎獲得10項提名，包含「年度遊戲」及「最佳遊戲指導」等獎項，亦被提名為2022年金搖桿獎的「年度終極遊戲」獎。
| 年份 | 獎項                     | 類別                                          | 結果 | 參考資料      |
| ---- | ------------------------ | --------------------------------------------- | ---- | ------------- |
| 2020 | 金摇杆奖                 | 最受期待遊戲                                  | 獲獎 | [ 27 ]        |
| 2020 | 遊戲大獎                 | 最受期待遊戲                                  | 提名 | [ 30 ]        |
| 2021 | 金摇杆奖                 | 最受期待遊戲                                  | 提名 | [ 40 ] [ 41 ] |
| 2021 | 遊戲大獎                 | 最受期待遊戲                                  | 提名 | [ 32 ]        |
| 2022 | 第20屆G.A.N.G.獎         | 最佳遊戲預告片音效                            | 獲獎 | [ 42 ]        |
| 2022 | 第13屆好萊塢傳媒音樂大獎 | 最佳原創配樂 — 遊戲類 (Bear McCreary)         | 提名 | [ 43 ]        |
| 2022 | 第13屆好萊塢傳媒音樂大獎 | 最佳原創歌曲 — 遊戲類 ("Blood Upon The Snow") | 獲獎 | [ 43 ]        |
| 2022 | 鈦獎                     | 年度電子遊戲                                  | 獲獎 | [ 44 ] [ 45 ] |
| 2022 | 鈦獎                     | 最佳敘事設計                                  | 獲獎 | [ 44 ] [ 45 ] |
| 2022 | 鈦獎                     | 最佳遊戲設計                                  | 提名 | [ 44 ] [ 45 ] |
| 2022 | 鈦獎                     | 最佳美術設計                                  | 提名 | [ 44 ] [ 45 ] |
| 2022 | 鈦獎                     | 最佳音效設計                                  | 提名 | [ 44 ] [ 45 ] |
| 2022 | 金搖桿獎                 | 年度終極遊戲                                  | 提名 | [ 39 ]        |
| 2022 | 遊戲大獎                 | 年度遊戲                                      | 提名 | [ 38 ]        |
| 2022 | 遊戲大獎                 | 最佳遊戲指導                                  | 提名 | [ 38 ]        |
| 2022 | 遊戲大獎                 | 最佳敘事                                      | 獲獎 | [ 38 ]        |
| 2022 | 遊戲大獎                 | 最佳美術設計                                  | 提名 | [ 38 ]        |
| 2022 | 遊戲大獎                 | 最佳原聲/音樂配樂(Bear McCreary)              | 獲獎 | [ 38 ]        |
| 2022 | 遊戲大獎                 | 最佳音效/聲效設計                             | 獲獎 | [ 38 ]        |
| 2022 | 遊戲大獎                 | 最佳演出 (Christopher Judge)                  | 獲獎 | [ 38 ]        |
| 2022 | 遊戲大獎                 | 最佳演出 (Sunny Suljic)                       | 提名 | [ 38 ]        |
| 2022 | 遊戲大獎                 | 最佳動作/冒險遊戲                             | 獲獎 | [ 38 ]        |
| 2022 | 遊戲大獎                 | 最佳輔助功能創新                              | 獲獎 | [ 38 ]        |

### 销售
| 公布时间   | 销量     | 备注                                                                                             |
| ---------- | -------- | ------------------------------------------------------------------------------------------------ |
| 2022-11-23 | 510万份  | 首周销量                                                                                         |
| 2023-02-02 | 1100万份 | Santa Monica工作室于Twitter宣布，游戏发售85天后。 当地时间2月1日，UTC+8则为2月2日。              |
| 2023-12-08 | 1500万份 | TGA 2023宣布免费DLC时，公布销量。 统计节点截至2023年11月19日，包含PS4与PS5版，约为发布后一周年。 |

## 外部連結
- 官方网站